# Kokarda (ozdoba)

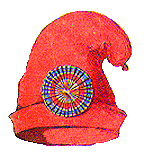
Jakobínská čapka s kokardou

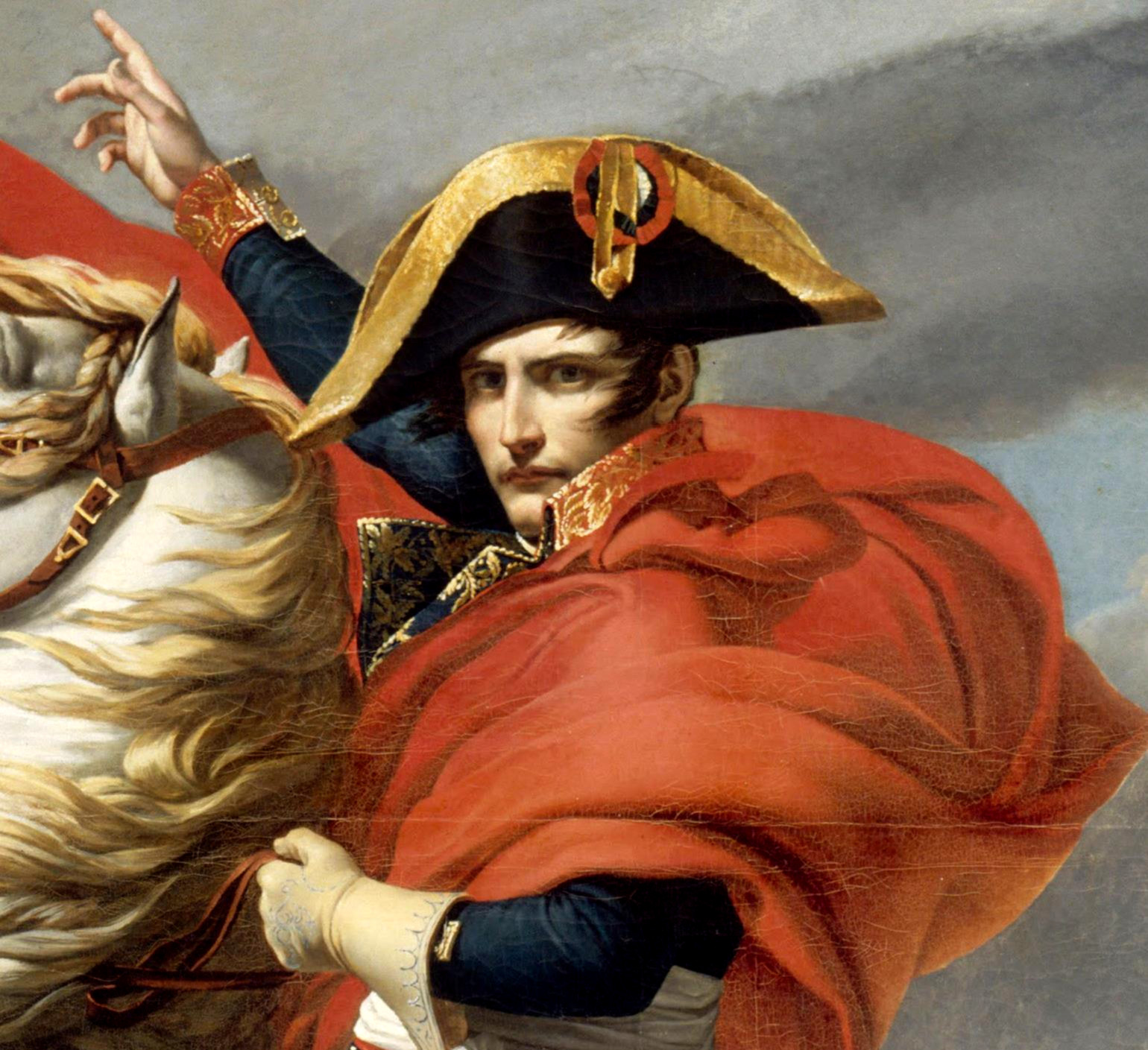
Francouzská kokarda na klobouku generála Bonaparta

Kokarda je růžice ze stužek, obvykle skládaná, nebo jakýkoli jiný kulatý či oválný symbol ve výrazných barvách, zpravidla národních, který se obvykle nosí na klobouku či čapce. V případě české trikolóry to znamená bílou, červenou a modrou barvu. Kokardy patří k nejznámějším symbolům Velké francouzské revoluce. Modro-bílo-červená růžice se nosila na krempě klobouku nebo na hrudi kabátu, ženy je nosily buď na čapkách, nebo ve vlasech. Hedvábná kokarda se sokolím perem na čepici je v Česku dodnes součástí sokolského kroje.

## Historie

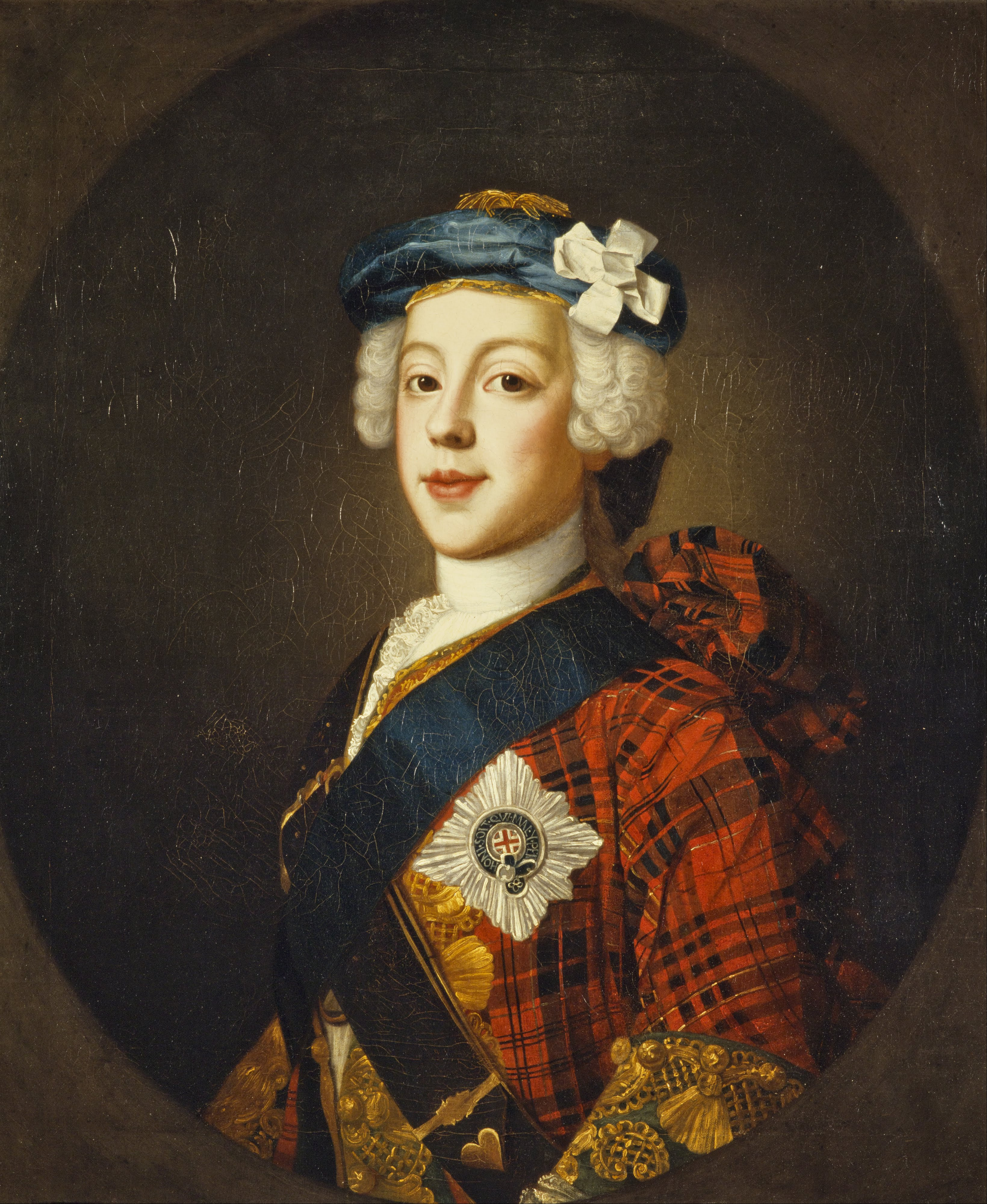
Karel Eduard Stuart s bílou kokardou na klobouku

Původ kokard sahá až do 15. století, kdy je používali evropští panovníci k rozlišení svých vojáků. Na přelomu 17. a 18. století se spolu s šerpami staly v armádách běžným identifikačním znakem. Důstojníci, kteří je především nosili, si je připevňovali na levou stranu třírohých či dvourohých klobouků nebo na klopu.

### 18. století
V 18. a 19. století bylo nošení barevných kokard v Evropě projevem oddanosti jejich nositelů nějaké politické frakci nebo označením jejich vojenské hodnosti. V některých případech nahrazovala kokarda livrej sluhy. Například ve Francii nahradila po roce 1750 bílá bourbonská kokarda černou, v německých státech vládla pruská čerň, stejně jako v Království Velké Británie. Bílé kokardy nosili ruští a saští vojáci. Španělé a Neapolci měli červené, zatímco Savojci modré.
V počátečním období bojů za nezávislost amerických kolonií v roce 1775 neměli příslušníci kontinentální armády žádné jednotné uniformy,takže docházelo k omylům ohledně hodností a zařazení vojáků. Pro usnadnění vzájemné identifikace proto vydal George Washington příkaz, že všichni musí nosit kokardy různých barev odpovídající jejich hodnosti. Zakrátko však začali vojáci nosit černé kokardy, které přejali od Britů. Později, když se Francie stala americkým spojencem, dostaly tyto černé kokardy bílý střed jako výraz přátelství vůči francouzským jednotkám, které toto spojenectví vyjádřily umístěním černého středu do bílé kokardy starého režimu. Černo-bílé kokardy tak vešly ve známost jako Unijní kokardy.
Během bouřlivých několikadenních Gordonských nepokojů v roce 1780 v Londýně, které podnítilo protikatolické smýšlení, se modrá kokarda stala symbolem protivládního postoje a nosila ji většina výtržníků.
V předrevoluční Francii byla bourbonská kokarda celá bílá. V Británii nosili přívrženci stuartovského panovníka Jakuba II., takzvaní Jakobité, bílé kokardy, zatímco příznivci nedávno na trůn uvedeného Hannoverského rodu měli kokardy černé.
Zrození trojbarevné francouzské kokardy je spojeno s dobytím Bastily na samém počátku Velké francouzské revoluce v roce 1789. Revoluční novinář Camille Desmoulins prý 12. července, tedy dva dny před útokem na Bastilu, vyzval Pařížany, aby se bojovníci za svobodu označili viditelným znamením, a navrhl zelenou, barvu naděje, nebo modrou, barvu americké revoluce. Dav si zvolil zelenou. Tato barva však byla pouhý den poté odmítnuta, neboť byla současně barvou králova bratra, reakčního hraběte z Artois, pozdějšího krále Karla X. Revolucionáři začali místo toho nosit kokardy v tradičních barvách pařížského znaku – červené a modré. O pár dní později pak při setkání Ludvíka XVI. s novou Národní gardou vznikla francouzská kokarda, když zřejmě velitel gardy markýz de La Fayette přidal k červeno-modré kokardě, kterou nosili gardisté, bourbonskou bílou na znamení loajality vůči panovníkovi.
Tříbarevná kokarda se stala oficiálním symbolem revoluce v roce 1792. Její barvy měly nově reprezentovat tři stavy francouzské společnosti: modrá duchovenstvo, bílá šlechtu a červená třetí stav neboli proletariát.

### Kokardy Konfederovaných států amerických
Ohlasem použití kokard za Americké války za nezávislost proti Británii byly kokardy, obvykle s modrými stuhami, které se nosily v jižních státech USA na podporu odtržení těchto států od Unie, které znamenalo rozpad USA na Konfederované státy americké a státy Unie a následně vedlo k vypuknutí Americké občanské války (1861–1865).

## Příklady národních kokard
Kokardy a jejich barevnost s v různých zemích řadí různým směrem dle národních barev a podoby státních vlajek. Některé národní kokardy jsou tak také totožné. Heraldicky určené kokardy se řadí od středu směrem ven. V některých zemích tradice podoby kokardy nejsou určeny heraldicky.
- Argentina: nebesky modrá–bílá–nebesky modrá
- Belgie: černá–žlutá–červená
- Bolívie: červená–žlutá–zelená
- Finsko: bílá–modrá–bílá
- Francie: modrá–bílá–červená
- Nizozemsko: oranžová
- Spojené království: červená–bílá–modrá
- Indie: šafránová–bílá–zelená
- Írán: červená–bílá–zelená
- Itálie: zelená–bílá–červená
- Kolumbie: červená-modrá-žlutá
- Německo: černá–červená–zlatá
- Maďarsko: červená–bílá–zelená
- Dánsko, Rakousko, Peru a Turecko: červená–bílá–červená

### Další příklady
- Ruská svatojiřská (vojenská) kokarda: černá–oranžová–černá–oranžová

## Vojenský výsostný znak
Rozlišovací kokarda ve vojenství a letectví se označuje pojmem letecký výsostný znak či roundel.

## Kokarda v českých zemích

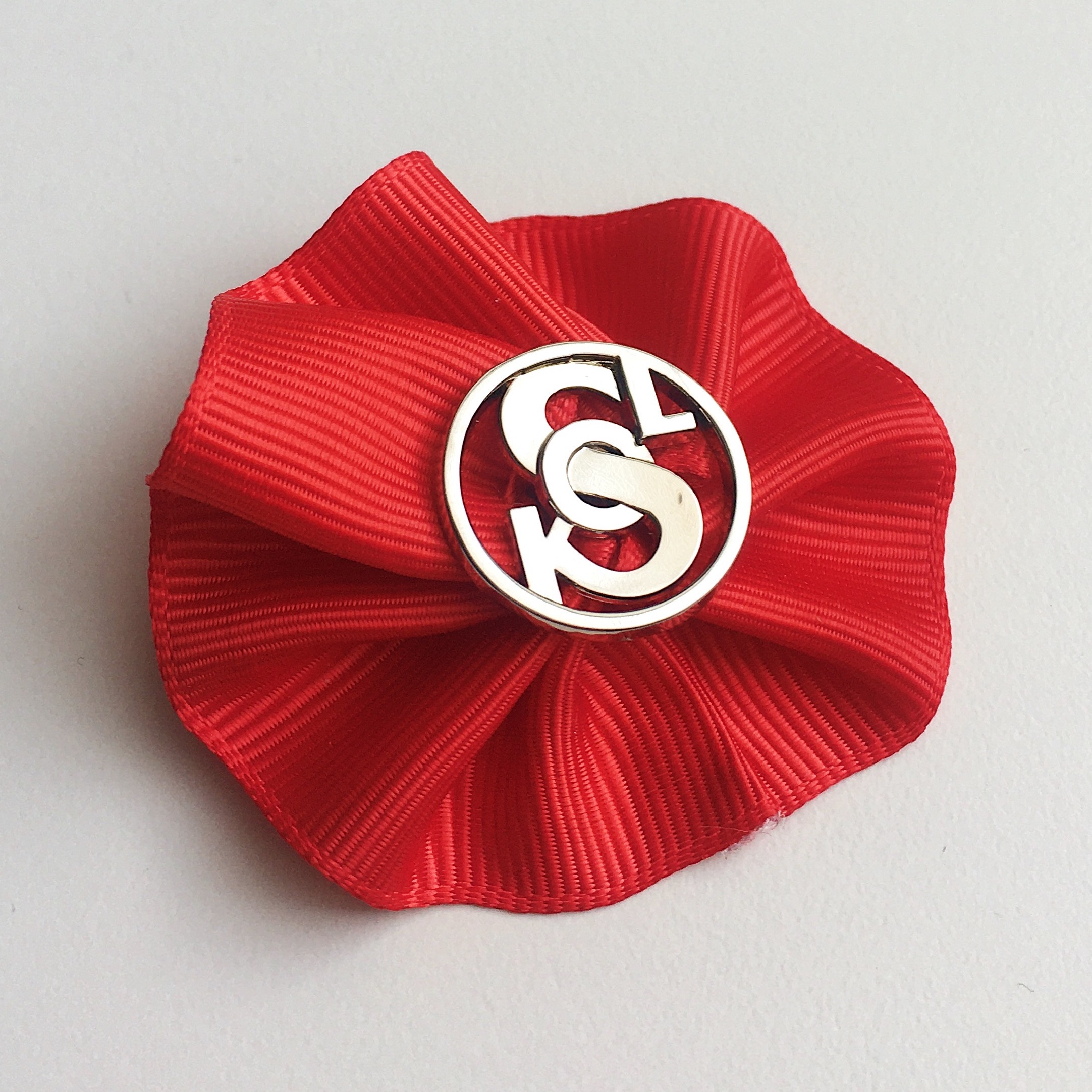
Sokolská kokarda

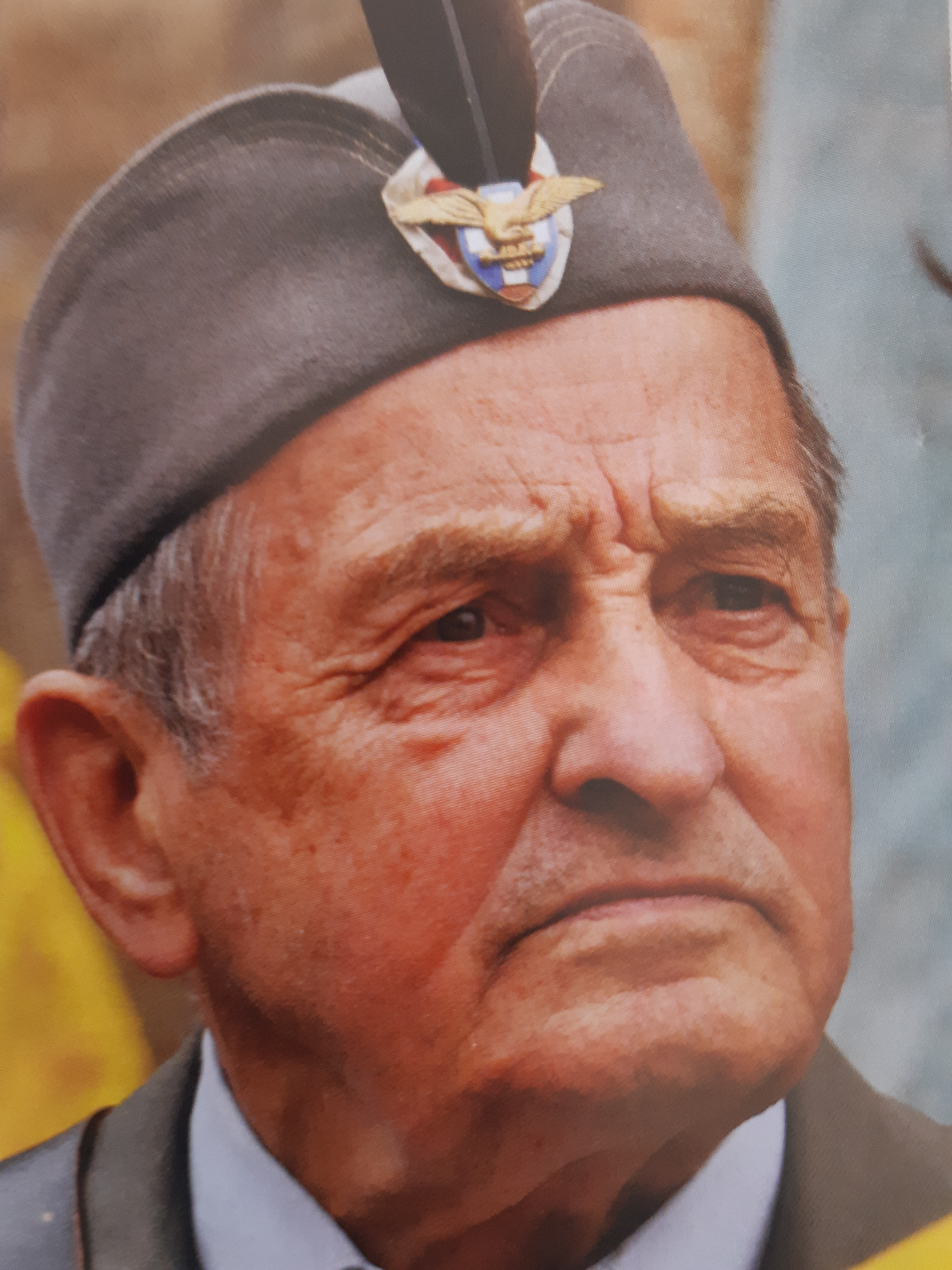
Čepice orelského kroje s odznakem Orla na modro–červeno–bílé kokardě

Čepice sokolského kroje s bílo-červenou kokardou

V novověku a především v 19. století bylo užívání bílo–červené kokardy, tedy kokardy v barvách Českého království, respektive Zemí koruny české, populární, jako v celé Evropě. Její užívání v nejrůznějších variantách je známé již z událostí roku 1848. V současnosti barvy české kokardy mohou vycházet  ze státních barev České republiky, které byly fakticky přijaty Československem v roce 1920. V Protektorátě Čechy a Morava jeho Vládní vojsko užívalo modro–červeno–bílou kokardu (s modrou barvou uprostřed). Naznačení kokardy se také nachází na rubu bankovky pět tisíc korun českých z roku 1993, pod velkým státním znakem České republiky, kde symbolizuje bílo–červený prapor (na líci téže bankovky) v tradičních českých barvách používaných prvním odbojem a legiemi, které byly užívány T. G. Masarykem v podobě stužky (bikolóry) na jeho čepici přezdívané "Masaryčka"..
Dne 30. října 1918 informovala Moravská orlice o nošení červenobílých kokard pražskou policií od 29. října 1918: "Dnes ráno vyrukovalo mužstvo pražské státní policie již s červenobílými kokardami.". a 9. listopadu 1918 o nošení červenobílých kokard brněnskou policií: "Česky se naučili během 48 hodin. Ve svých strážnicích zpívají i česky. Nejraději zpívají: "Šup sem, šup tam, nám už je to všecko jedno."".

### Kokardy v českých zemích
Kokarda není v České republice ve veřejném životě běžně používána jako civilní ozdoba, na rozdíl od stužky trikolóry (státních barev a státní vlajky). V minulosti se užívala různá provedení a pořadí barev (trikolóry) v kokardě. Armáda České republiky pak jako svůj oficiální výsostný znak používá symbol vycházející z podoby státní vlajky, přijatý již v roce 1926.

Heraldická kokarda Českého království v 19. století[28]
Kokarda českého vlasteneckého spolku Svornost roku 1848[5]
Kokarda v českých barvách z roku 1848 užívaná při vzniku Československa roku 1918[29][30]
Varianta kokardy v českých národních barvách[25][27][19]
Varianta kokardy v českých národních barvách[31]

### Vojenský výsostný znak
Armáda České republiky používá symbol, zavedený již v době první Československé republiky v roce 1926. Československé letectvo ho zavedlo v roce 1926, podle státní vlajky s klínem, když v období 1921 až 1926 užívalo jako rozlišovací výsostný znak pouze státní vlajku a předtím krátce různé trojbarevné kokardy podle leteckých výsostných znaků Francie a Velké Británie i USA. 

Letecký znak Československa v letech 1919 až 1921
Výsostný znak Československa a ČR od roku 1926
Kokarda oficiálního čepicového odznaku Vládního vojska[21] Protektorátu Čechy a Morava (1939–1945)